# جی پارک
جی پارک (کره‌ای: 믿어줄래؛ زادهٔ ۲۵ آوریل ۱۹۸۷) آهنگساز، خواننده، بازیگر سینما، هنرپیشه، طراح رقص، مدل (شخص)، ترانه‌سرا، و تهیه‌کننده موسیقی اهل ایالات متحده آمریکا است. وی یکی از اعضای گروه معروف رقص بریک سیاتلی آرت او موومنت است. همچنین سازنده و مدیر عامل شرکت توزیع‌کننده موسیقی هیپ‌هاپ AOMG است. پارک اولین آسیایی-آمریکایی است که در با برند راک نیشن قرارداد امضا کرده‌است.